# Live Through This
Live Through This (рус. Переживи это) — второй студийный альбом американской альтернативной рок-группы Hole, выпущенный 12 апреля 1994 года на лейбле Geffen Records, лишь спустя четыре дня после того как муж Кортни Лав, Курт Кобейн, был найден мертвым в их доме. Live Through This — последний альбом Hole с бас-гитаристкой Кристен Пфафф перед её смертью в июне 1994 года, и первый — с барабанщицей Патти Шемель.
Записанный в более «музыкальной» и доступной стилистике альтернативного рока, нежели дебютный альбом коллектива, нойз-роковый Pretty on the Inside (1991), Live Through This был весьма одобрительно встречен критиками и обычно рассматривается как magnum opus Hole и Кортни Лав. Ряд музыкальных изданий присудил ему звание «альбома года». Впоследствии Rolling Stone включил Live Through This в свой список величайших альбомов всех времен под номером 460.

## Список композиций
Все тексты написаны Кортни Лав, вся музыка написана Эриком Эрландсоном за исключением отмеченных.
| №                   | Название                       | Автор(ы)                     | Длительность |
| ------------------- | ------------------------------ | ---------------------------- | ------------ |
| 1.                  | «Violet»                       |                              | 3:24         |
| 2.                  | «Miss World»                   |                              | 3:00         |
| 3.                  | «Plump»                        |                              | 2:34         |
| 4.                  | «Asking for It»                |                              | 3:29         |
| 5.                  | «Jennifer's Body»              |                              | 3:41         |
| 6.                  | «Doll Parts»                   | Лав                          | 3:31         |
| 7.                  | «Credit in the Straight World» | Стюарт Моэм                  | 3:11         |
| 8.                  | «Softer, Softest»              |                              | 3:27         |
| 9.                  | «She Walks on Me»              |                              | 3:23         |
| 10.                 | «I Think That I Would Die»     | Лав, Эрландсон, Кэт Бъелланд | 3:36         |
| 11.                 | «Gutless»                      |                              | 2:15         |
| 12.                 | «Rock Star»                    |                              | 2:42         |
| Общая длительность: | Общая длительность:            | Общая длительность:          | 38:23        |

## Участники записи
Hole
- Кортни Лав — вокал, ритм-гитара
- Эрик Эрландсон — соло-гитара
- Кристен Пфафф —  бас-гитара, фортепиано, бэк-вокал
- Патти Шемель — ударные, перкуссия

Приглашённые музыканты
- Дана Клеттер — бэк-вокал
- Курт Кобейн — бэк-вокал («Asking for It», «Softer, Softest»)

Технический персонал
- Пол Колдри — продюсер, звукоинженер
- Шон Слейд — продюсер, звукоинженер, микширование («Plump», «Doll Parts», «Credit in the Straight World», «She Walks on Me», «I Think That I Would Die», «Rock Star»)
- Скотт Литт — микширование («Violet», «Miss World», «Asking for It», «Jennifer's Body», «Softer, Softest»)
- Джей Маскис — микширование («Gutless»)
- Боб Людвиг — мастеринг

Арт-персонал
- Робин Слоан — креативный директор
- Джанет Волсборн — арт-директор
- Эллен фон Унверт — фотографии, передняя обложка
- Фрэнк Родригес — задняя обложка
- Юрген Теллер — внутренняя обложка
- Маргарет Мортон — внутренняя обложка

## Позиция в хит-парадах
| Хит-парад (1994)          | Позиция |
| ------------------------- | ------- |
| Australian ARIA Chart     | 13      |
| Belgian Albums Chart (Vl) | 13      |
| Belgian Albums Chart (WA) | 8       |
| Dutch Top 40              | 29      |
| German Albums Chart       | 39      |
| Swedish Albums Chart      | 22      |
| UK Albums Chart           | 13      |
| US Billboard 200          | 52      |